# Gleitstein
Der Gleitstein wird als Übertragungselement zum Ausgleich von Höhenversatz verwendet. Eingesetzt werden sie bei Maschinen, wo eine Übertragung einer Drehbewegung zwischen fest gelagertem Antriebsmotor oder Blindwelle und federnd gelagerten Übertragungsrädern bei größeren zu übertragenden Kräften zu realisieren sind. Bekannt wurden sie besonders bei Elektrolokomotiven mit Treibstangenantrieb, bei denen ausschließlich Drehbewegungen mit Höhenversatz übertragen werden mussten. Aus der Dampflokomotivzeit sind Gleitsteine in der Kuhnschen Schleife zur Verstärkung der Auflagefläche zwischen einem Bolzen und einer Augenfläche bekannt.

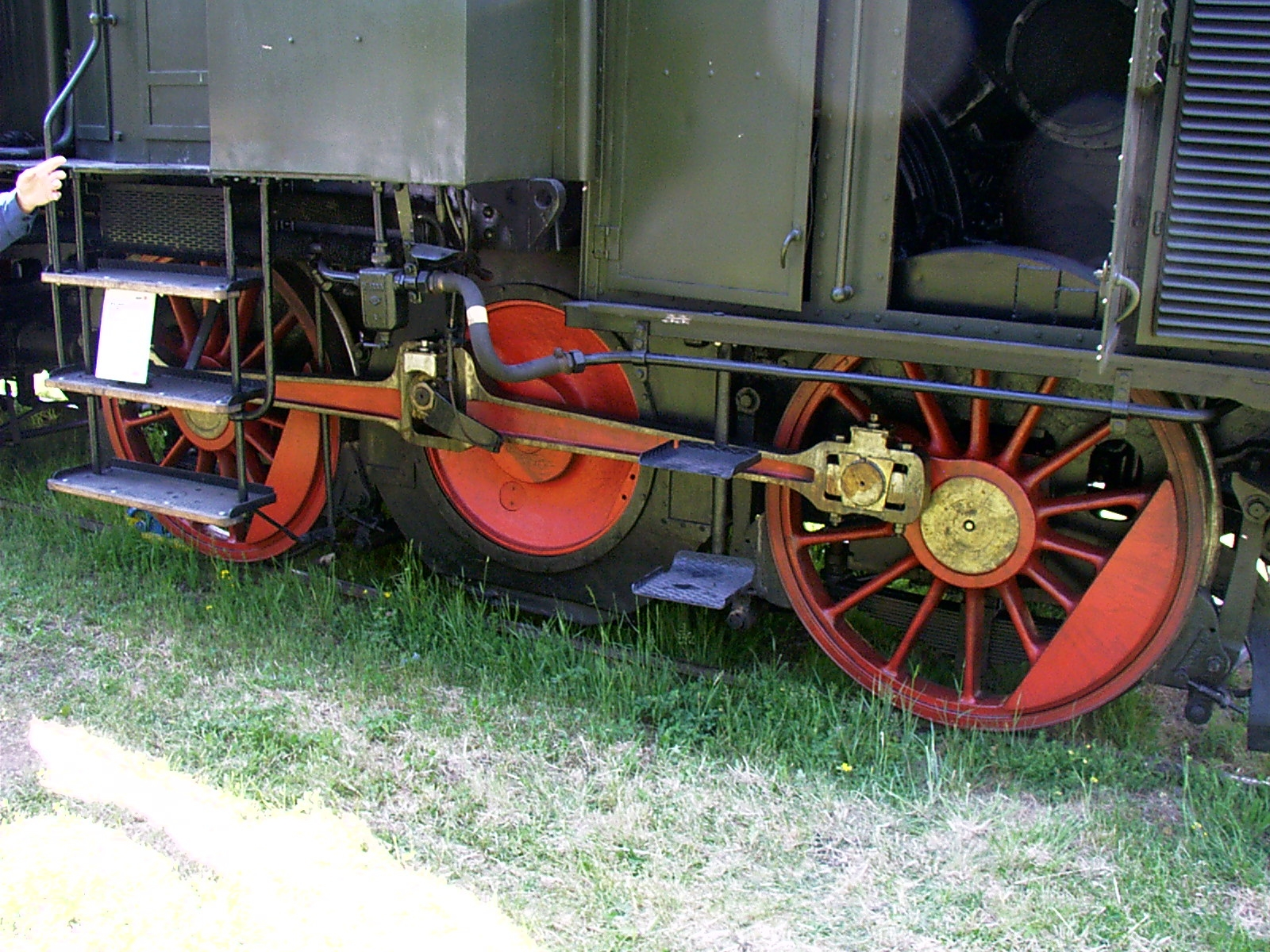
Gleitstein auf einer Schlitztreibstange der E 71.1
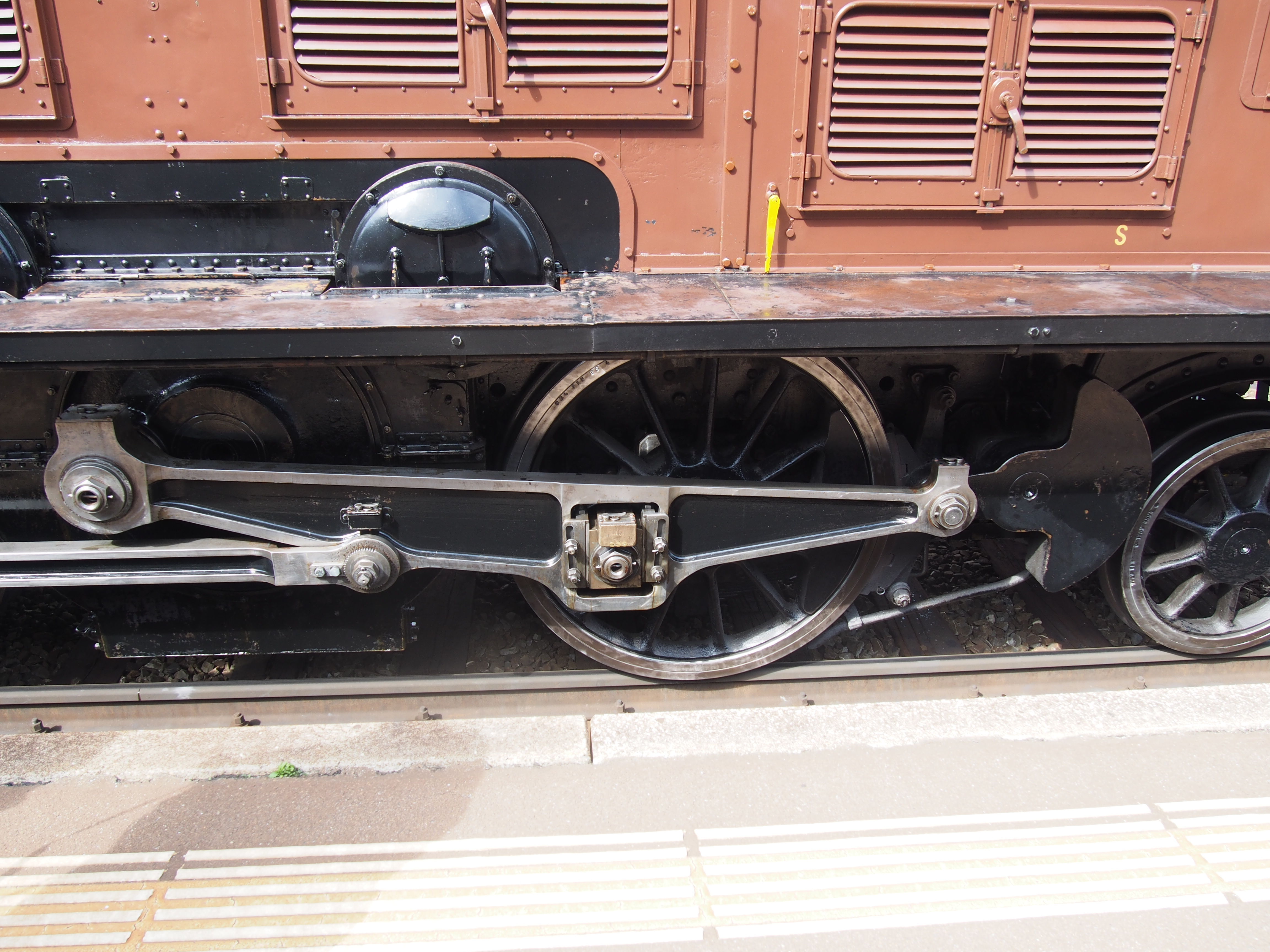
Gleitstein im Kando-Dreieck bei einer SBB Ce 6/8 II
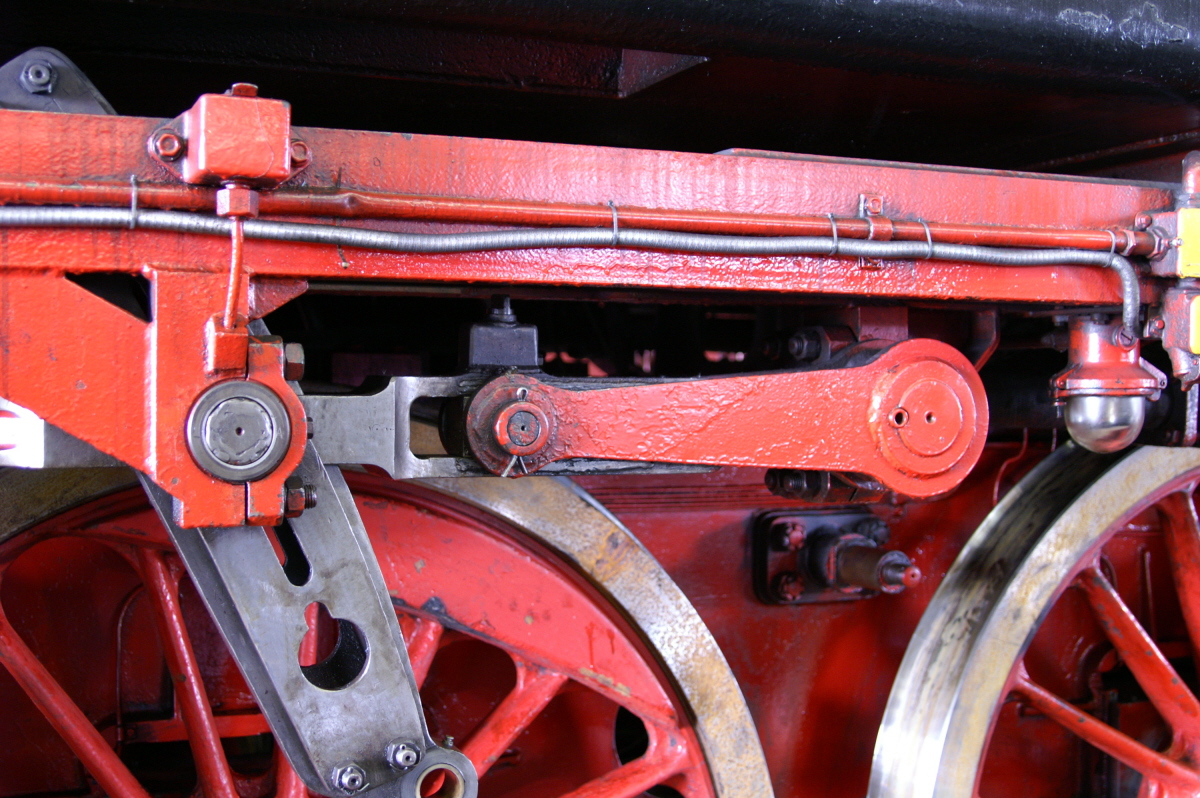
Gleitstein in einer Kuhnschen Schleife bei einer Dampflokomotivsteuerung